# 灞河

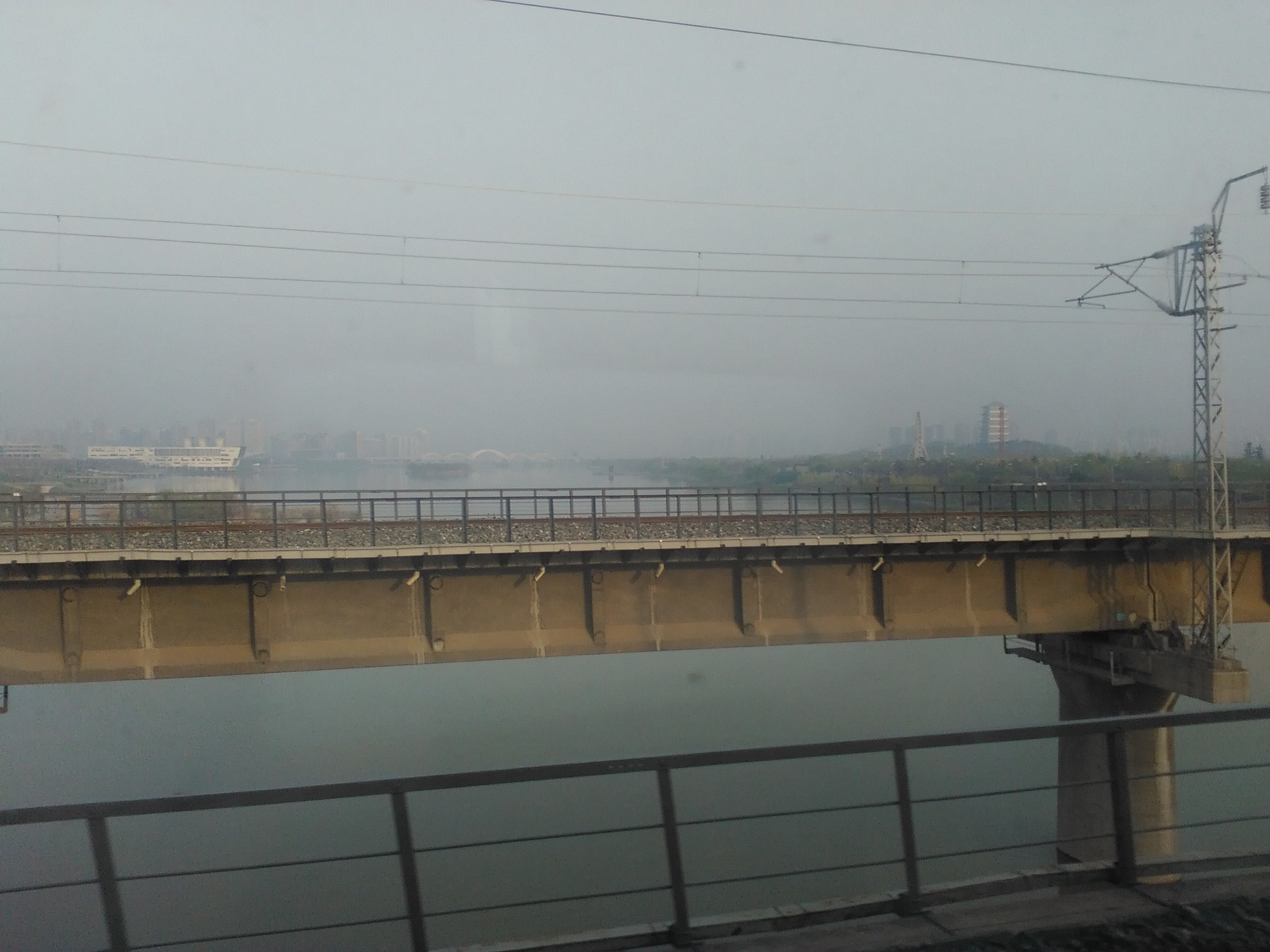
雾霾笼罩下的西安灞河流域（从陇海线上拍摄）

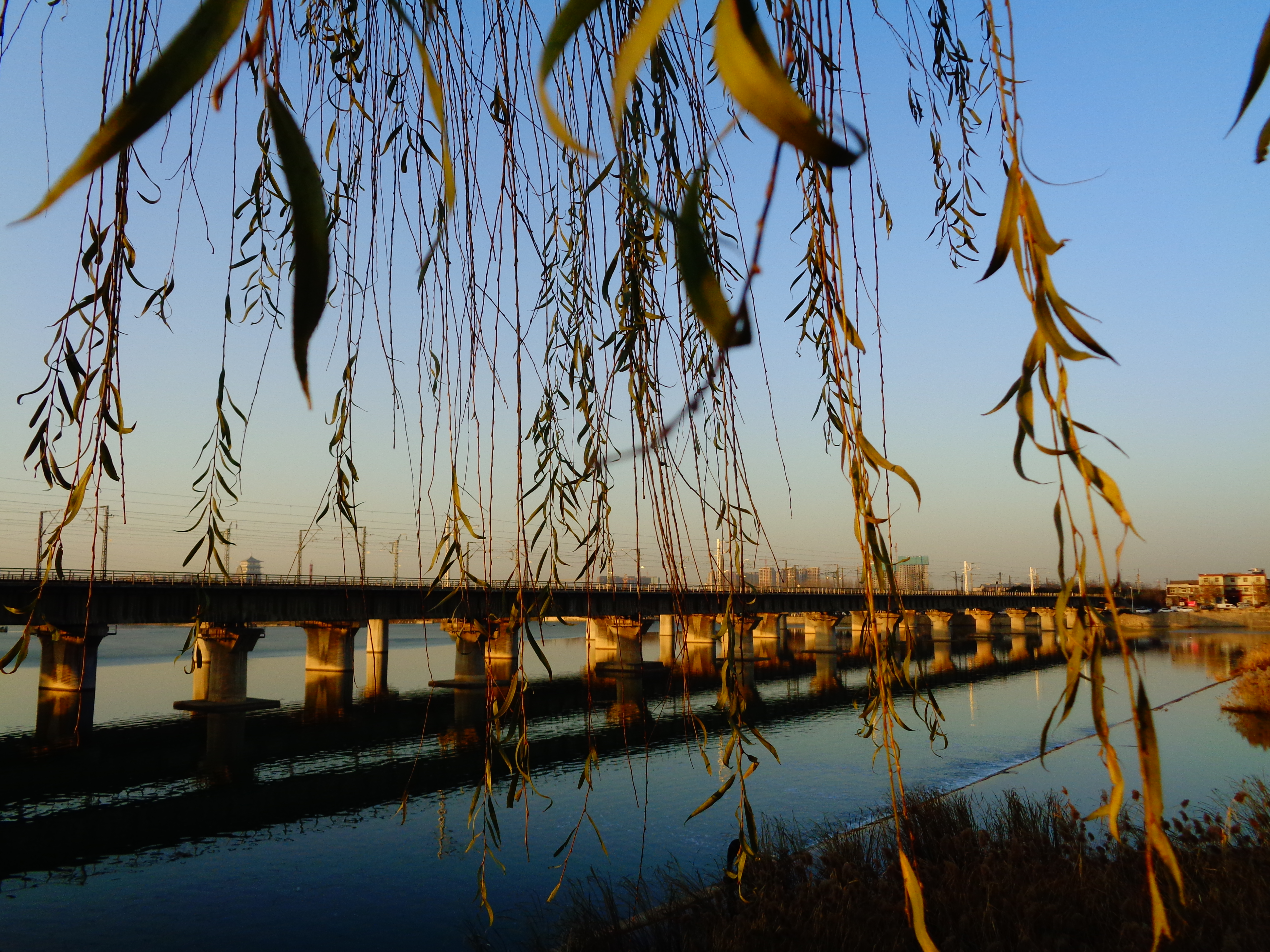
灞河上的陇海铁路桥

灞河是中国陕西省西安市境内的一条河流，为渭河的右岸支流，发源于蓝田县东北之箭峪岭南麓九道沟，于西安市灞桥区兰家庄入渭河，总长104千米，流域面积2581平方千米。
其原名为滋水，春秋时秦穆公称霸西戎后改名霸水。后来在“霸”字旁加上三点水，称为灞水。秦汉时曾在灞河上架有木桥，名曰“灞桥”。是关中交通要冲，连接着西安东边的各主要交通干线。灞河是所谓的“八水绕长安”八水之一。灞河上游，距西安约100多华里的地方是蓝田猿人遗址的发现地。
其古迹有郑国渠、白渠等。

## 延伸阅读
[在维基数据编辑]
 《欽定古今圖書集成·方輿彙編·山川典·灞水部》，出自陈梦雷《古今圖書集成》